# 卡梅什尼克农村居民点
卡梅什尼克农村居民点（俄语：Сельское поселение Камешниковское）是俄罗斯联邦沃洛格达州舍克斯纳区所属的一个农村居民点。其下辖有7个居民点，行政中心为卡梅什尼克。据2015年统计，该农村居民点的人口为199人。